# Поліморфізм довжини рестрикційних фрагментів
Поліморфізм довжини рестрикційних фрагментів — (RFLP, від англ. restriction fragment length polymorphism) — термін, що використовується в двох значеннях. Перше — характеристика молекул ДНК, що є результатом різної довжини фрагментів, що отримуються в результаті дії рестриктаз на ДНК, у свою чергу в результаті різної нуклеотидної послідовності. Друге — лабораторний метод молекулярній біології, також відомий як рестрикційний аналіз, за допомогою якого ці фрагменти можуть бути виділені і порівняні. Цей метод використовується, наприклад, в молекулярному клонуванні, генетичному фінґерпринтингу і тесті на батьківство.